# Oslo bussterminal

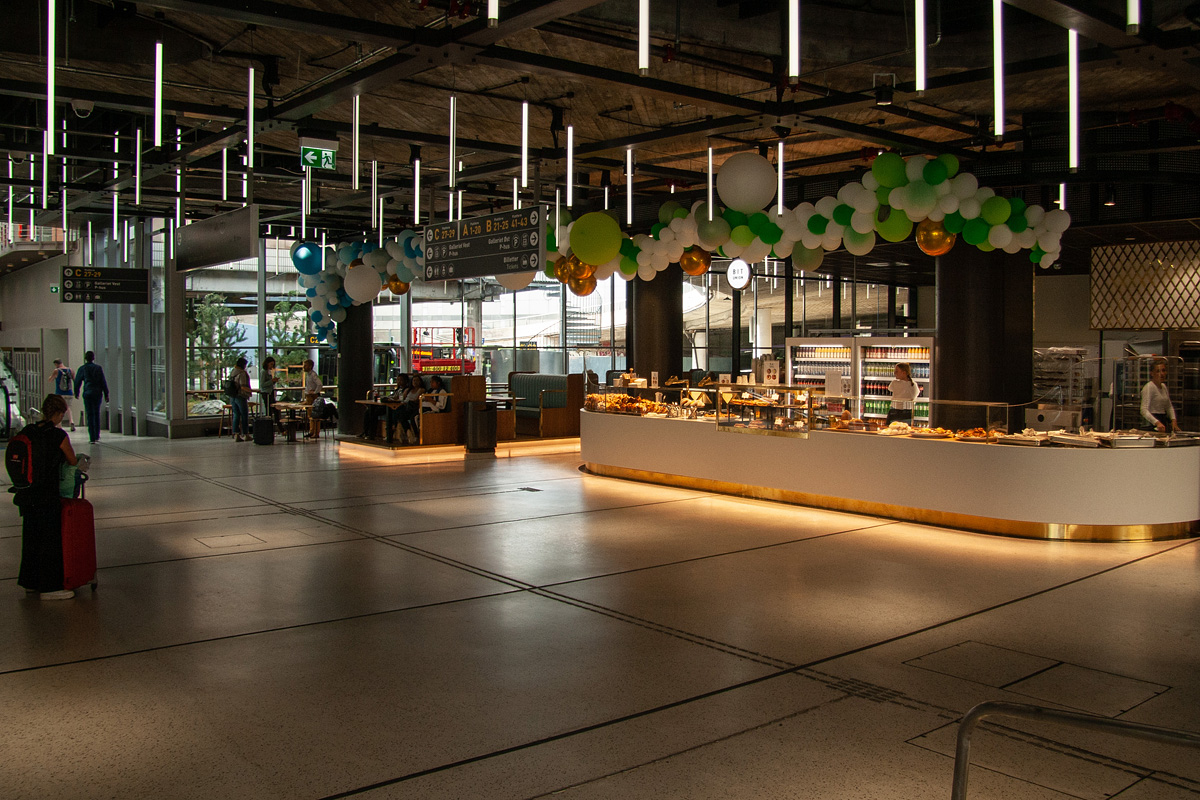
Oslo bussterminal

Oslo bussterminal är Oslos centrala busstation för region- och långfärdsbussarna. Bussterminalen ligger i 1980-talsbyggnaden Galleri Oslo, som även fungerar som köpcentrum och kontorshus, på gränsen mellan områdena Vaterland och Grønland och nära Oslo sentralstasjon. Den invigdes 1987, samtidigt som byggnaden. Dessförinnan fanns ingen motsvarande bussanläggning i Oslo. Upplägget med en stor, gemensam bussterminal i centrum av Oslo planlades av dåvarande Stor-Oslo Lokaltrafikk för busslinjerna mellan Oslo och Akershus fylke med omnejd, men terminalen används också för långfärdsbussar till andra delar av Norge samt för utrikes busstrafik. Terminalen dimensionerades för 450 avgångar per dygn, men den har (2010) vanligen 1030 avgångar per dygn.